# Theodor Gassmann
Theodor Gassmann (* 23. April 1828 in  Braunschweig; † 2. oder 3. Dezember 1871 in Hamburg) war ein deutscher Bühnendichter.

## Leben
Theodor Gassmann, dessen Eltern am Hoftheater Braunschweig engagiert waren, bekleidete nach Gymnasium und Handelsschule ab 1847 in Hamburg eine Stelle in der Buchhandlung seines Bruders Karl Gaßmann. 1852 wurde er Regisseur und Dramaturg am Altonaer Theater; 1853 übernahm er die Regie am Kroll’schen Theater in Berlin. 1854 kehrte er nach Hamburg zurück und wurde freier Mitarbeiter bei Der Freischütz sowie, 1858, Mitarbeiter beim Periodikum Die Reform
Am 16. Mai 1862 verheiratete sich Gassmann mit Etty Thate, die ihn, später an Tuberkulose erkrankt, bis an sein Lebensende pflegte.
Unter seinen form- und bühnengewandten Stücken fanden das Zauberspiel Die Blumengeister (1856), das Volksdrama Die Juden von Worms (1859), die Lustspiele Das laute Geheimnis (1869) und Schwabenstreiche (1869; 1871 preisgekrönt vom Verein für Kunst und Wissenschaft, Hamburg) sowie das Weihnachtsspiel Der Märchenkönig und mehrere Possen allgemeinen Beifall.
Auch mehrere Romane des Schriftstellers Fritz Reuter (1810–1874) bearbeitete Gassmann und brachte sie in dramatischer Bearbeitung auf die Bühne. Gesammelt erschienen von ihm Heitere Bühnenspiele.
Theodor Gassmann war ein Onkel der österreichischen Schauspielerin und Theaterdirektorin Marie Geistinger (1836–1903). Die Vergabe des 1871 bei Wiener Bühnen nachgefragten preisgekrönten Stücks Schwabenstreiche verlief zunächst zugunsten des Theaters an der Wien, wo Geistinger zu jener Zeit darstellend wie leitend wirkte. Geistingers Kodirektor Maximilian Steiner (1830–1880) überließ jedoch im November 1871 trotz Ankaufs des Werks die Aufführung des Stücks dem k.k. Hofburgtheater. Das Theater an der Wien hatte sich für Kneisels Die Tochter Belials entschieden, das es mit Geistinger in der Hauptrolle am 19. Januar 1872 aufführte und das 26 Wiederholungen fand. Das k.k. Hofburgtheater brachte Gassmanns Schwabenstreiche erstmals am 12. Februar 1872, wo es bei Publikum und Presse auf nur geringe Anerkennung stieß und Anlass gab zu kritischen Vergleichen mit dem am Theater an der Wien erfolgreich laufenden Konkurrenzstück.